# Лушта, Риза
Риза Лушта (алб. Riza Lushta; 22 февраля 1916, Косовска-Митровица — 6 февраля 1997, Турин) — албанский футболист, большую часть жизни провёл в Италии.

## Биография
Риза Лушта был югославом, но когда Риза был совсем маленьким, его родители уехали в город Тирана, где он пошёл в школу для албанцев. Его родители боялись жестокости местных жителей и потому притворялись албанцами.
В Тиране Лушта работал в сельском хозяйстве, одновременно играя в футбол, но в конце-концов страсть к игре победила и он ушёл в местный клуб «Тирана», с которым выиграл четыре титула чемпиона Албании и кубок Албании. В 1939 году Лушта перешёл в итальянский клуб Серии А «Бари», а затем перешёл в «Ювентус», с которым выиграл Кубок Италии в 1942 году, став лучшим снайпером соревнования с восемью мячами, а в финале забив три гола в ворота «Милана».
После «Юве» Лушта играл за «Наполи», в игре за который у Лушты случилась голевая «засуха». По этой причине появилась шутка: «Когда Лушта забьёт, рухнет стадион». Позже Лушта играл за «Алессандрию», французский «Канн», «Сиену» и клубы низших итальянских лиг «Рапалло Руэнтес» и «Форли».
В честь Ризы Лушты назван стадион в албанской (южной) части города Косовска-Митровица, на котором выступает клуб «Трепча’89».

## Достижения
- Чемпион Албании (4): 1934, 1936, 1937, 1939
- Обладатель Кубка Албании (1): 1939
- Обладатель Кубка Италии (1): 1942